# Ли Цзиньчжэ
Ли Цзиньчжэ — китайский легкоатлет, прыгун в длину. Чемпион Азии на открытом воздухе 2009 года и чемпион Азии в помещении 2012 года. Победитель Восточноазиатских игр 2009 года. Выступал на Олимпиаде в Лондоне, но не смог выйти в финал. На чемпионате мира 2013 года в Москве занял 12-е место.

## Сезон 2014 года
28 июня стал победителем соревнований Weitsprung-Meeting der Weltklasse в немецком городе Бад-Лангензальца. Он установил новый рекорд Китая, прыгнув в шестой заключительной попытке на 8,47 м.
13 сентября занял 5-е место на Континентальном кубке IAAF с результатом 7,82 м.